# ایستگاه راه‌آهن یورک
ایستگاه راه‌آهن یورک (انگلیسی: York railway station) یکی از اصلی‌ترین و مهم‌ترین ایستگاه‌های راه‌آهن کشور انگلستان در شهر یورک است.
این ایستگاه که در سال ۱۸۷۷ تأسیس شده دارای ۱۱ سکو می‌باشد و از طریق خط اصلی ساحل شرقی به شهر لندن متصل می‌شود.

## نگارخانه

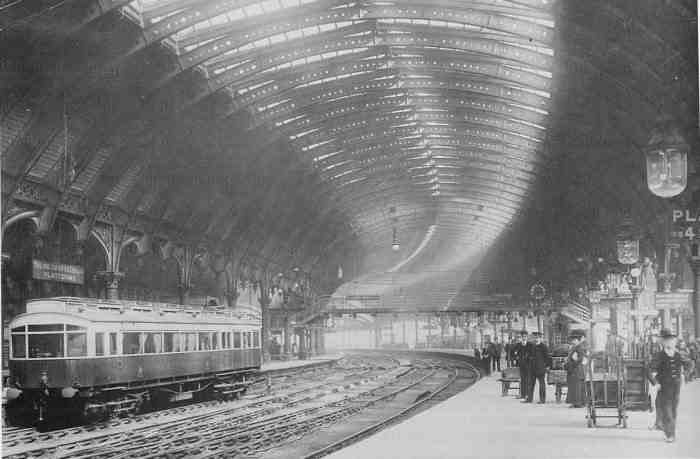
اوایل قرن بیستم
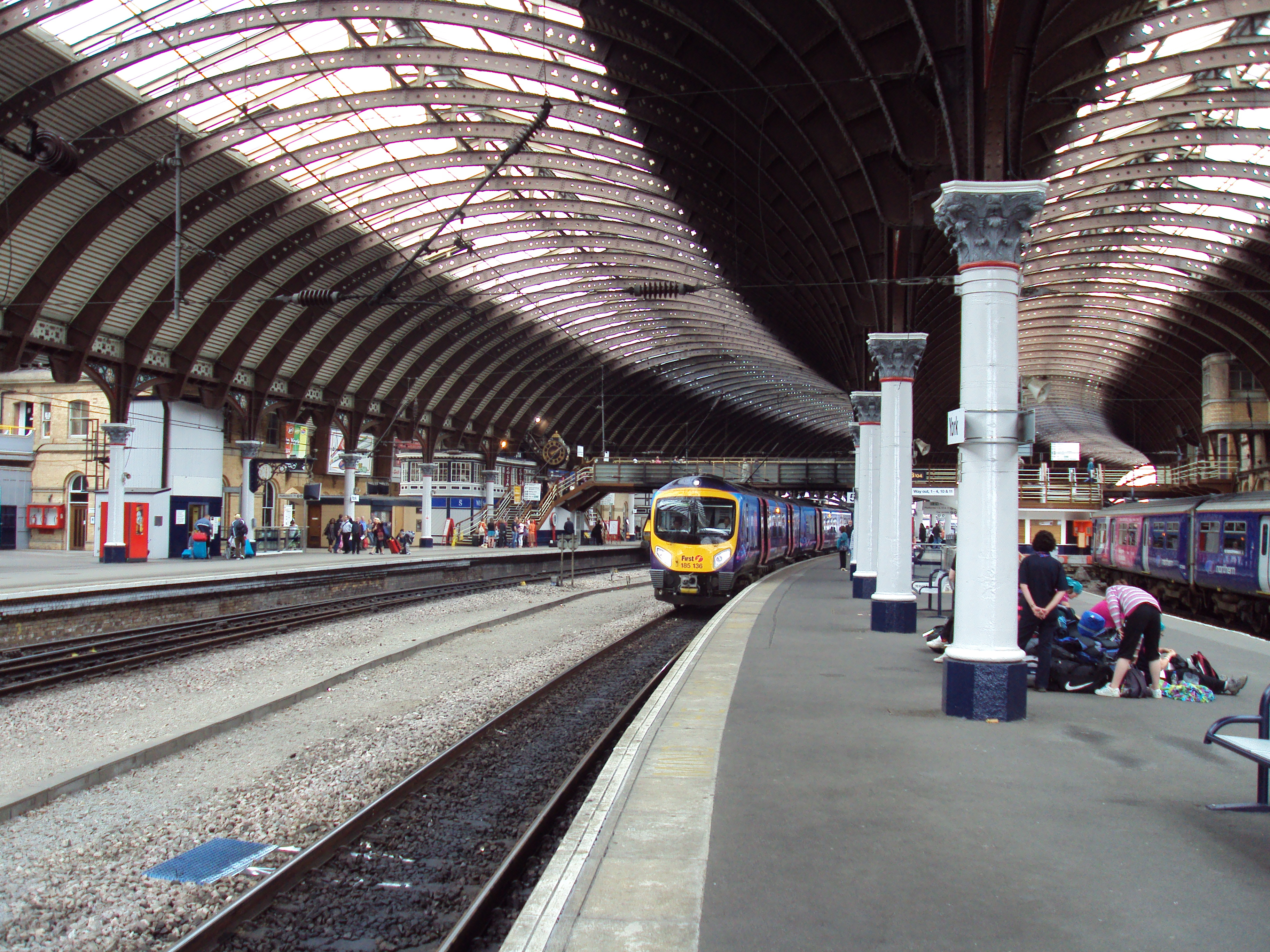
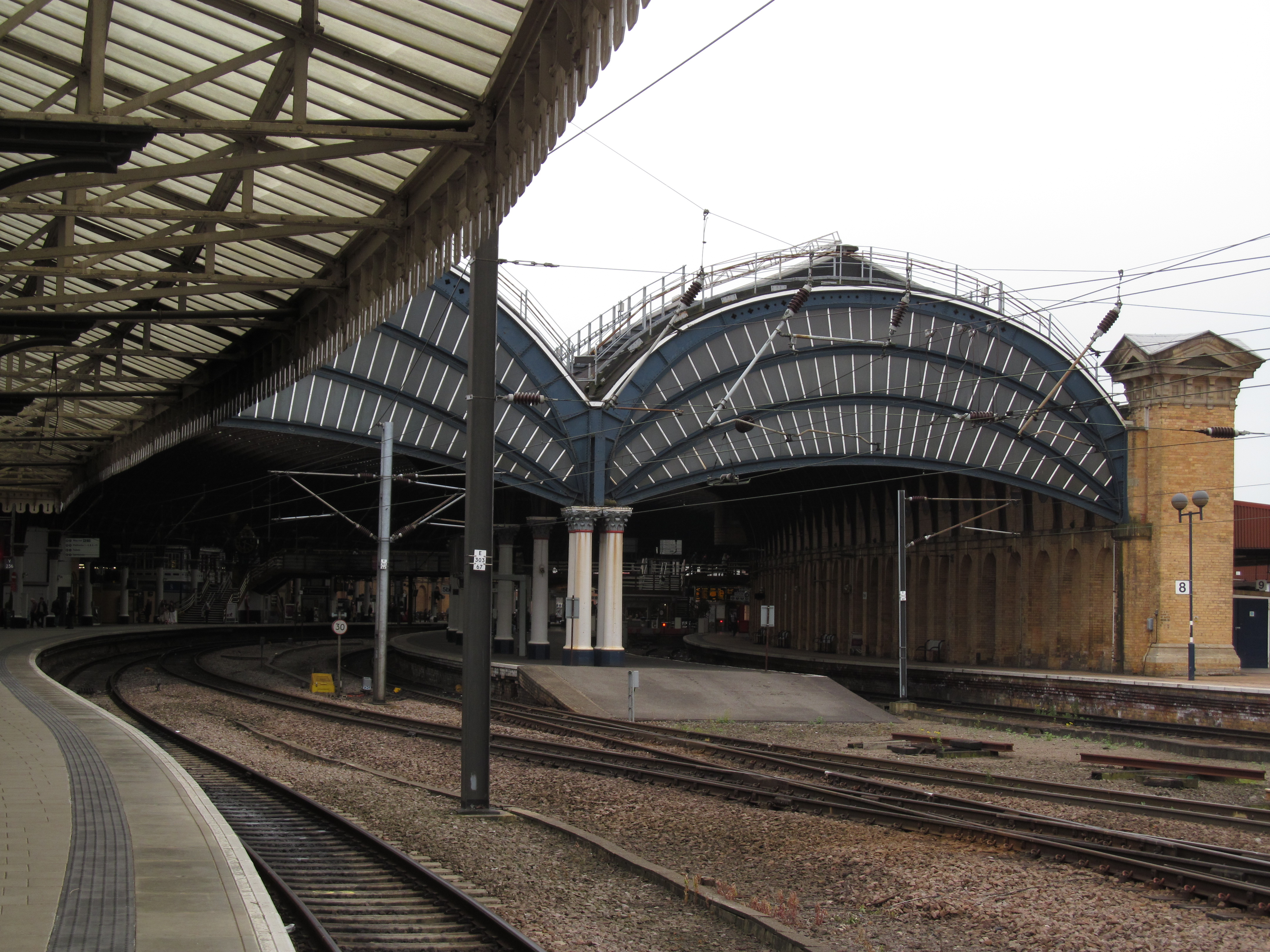
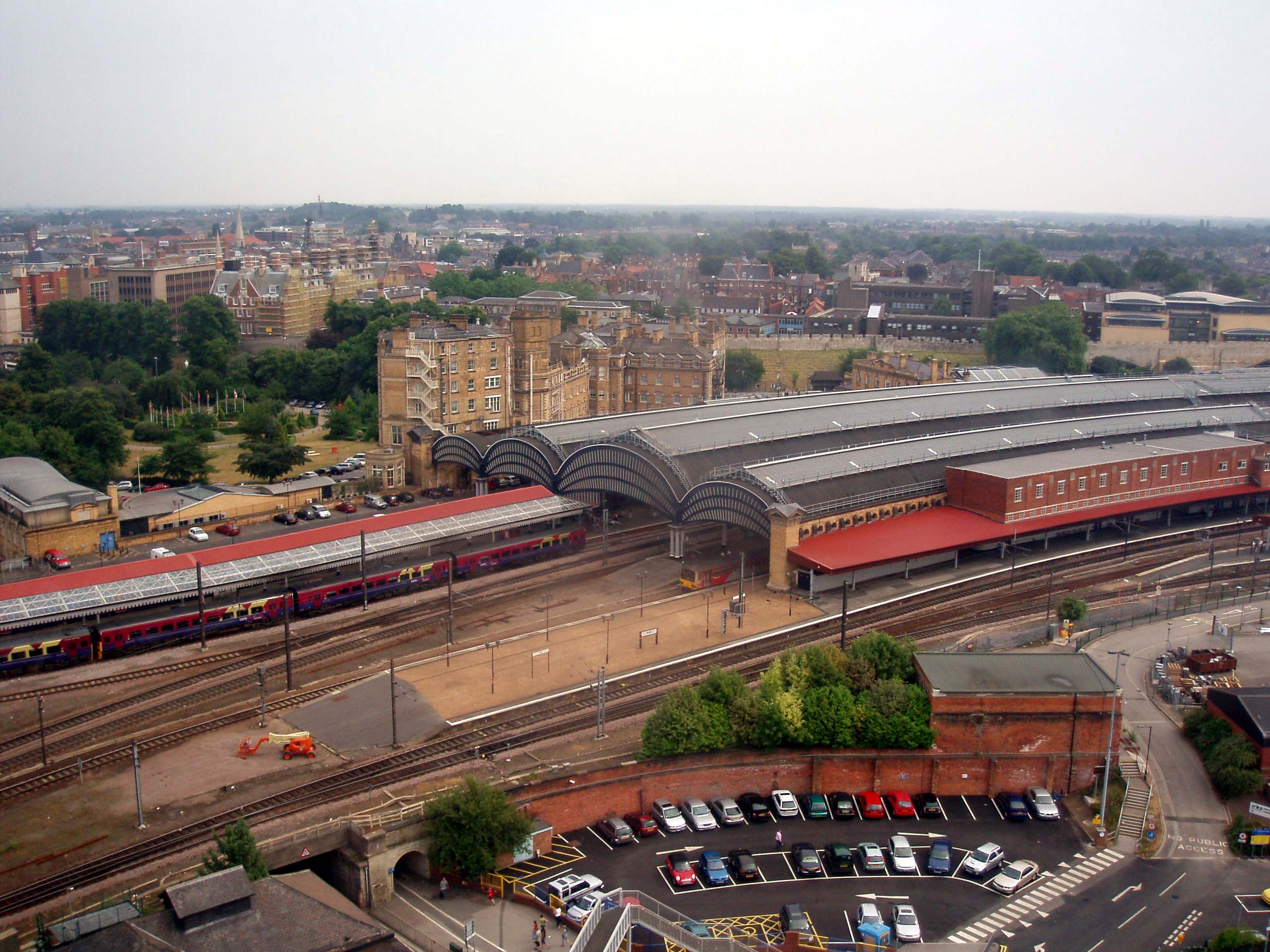
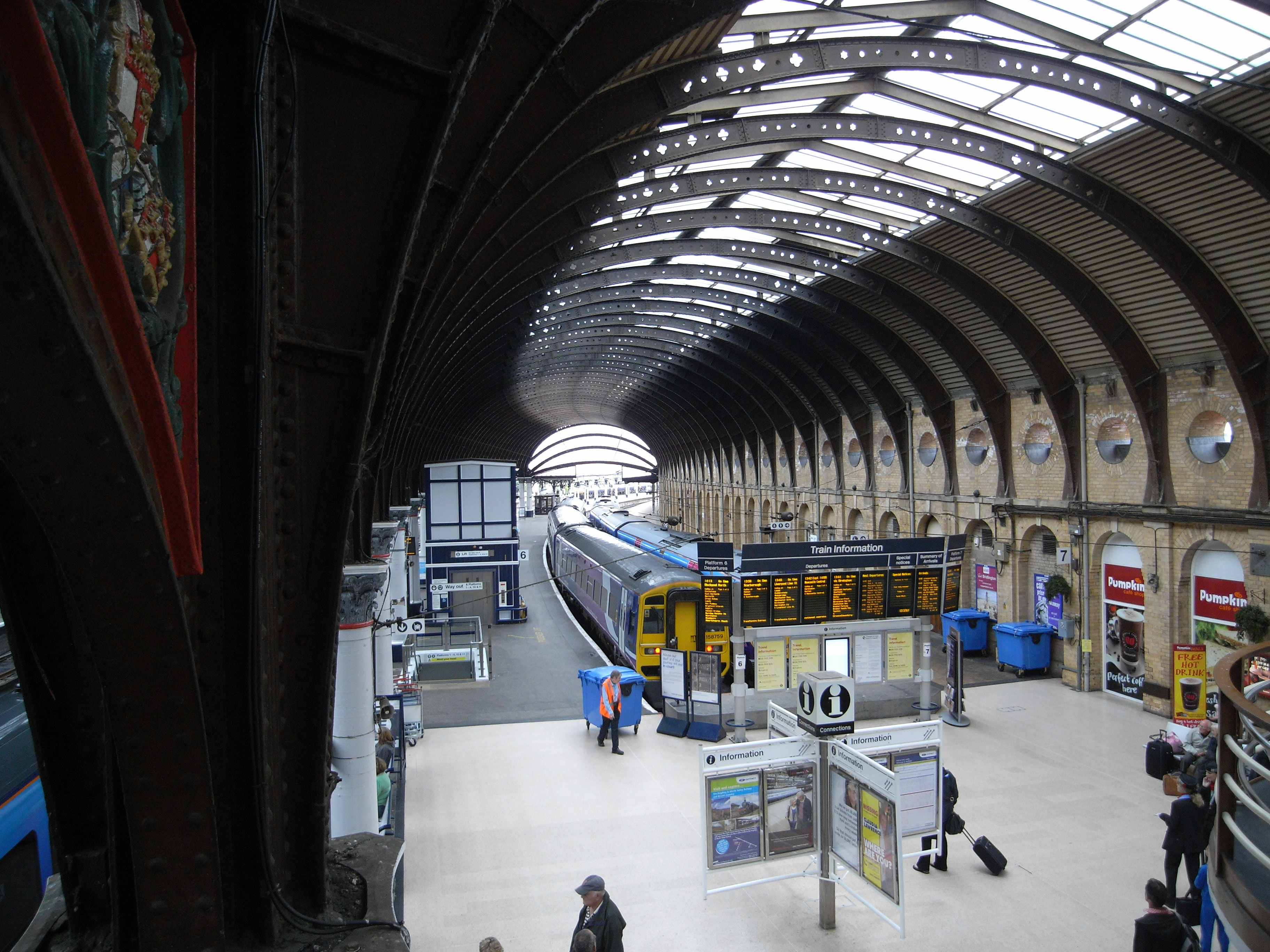